# Кожевников, Александр Фёдорович
Александр Фёдорович Кожевников (22 ноября 1865 — после 1929) — олонецкий губернский комиссар.

## Биография
Родился 22 ноября 1865 г. в Ялуторовске. Родители — ялуторовский мещанин Федор Филиппович Кожевников и Елизавета Прокопьевна Кожевниковы. Православный.
Окончил курс учения Ялуторовского училища в 1878 г. В 1886 г. поступил на службу столоначальником Ялуторовского окружного суда.
С 1887 г. — секретарь Ялуторовского полицейского управления. С 1894 г. — секретарь Верхотурского уездного суда. С 1895 г. — секретарь Шадринского уездного съезда, член-соревнователь Шадринского уездного попечительства о народной трезвости, почётный член Шадринского уездного попечительства детских приютов ведомства императрицы Марии.
С 1900 г. — секретарь Вытегорского уездного съезда, почётный член Вытегорского уездного попечительства детских приютов ведомства императрицы Марии.
С 1903 г. — коллежский регистратор. С 1903 г. — секретарь Олонецкого по воинской повинности присутствия.
С 1905 г. секретарь Олонецкого губернского присутствия.
С 1911 г. действительный член Олонецкого губернского статистического комитета, член комитета Алексеевской общественной библиотеке, коллежский советник.
С 1913 г. секретарь Православного братства при церкви Олонецкой императора Александра Благословенного гимназии.
С 1912 г. частный поверенный Петрозаводского окружного суда.
С 1910 г. — председатель товарищества на вере «Олонецкое пароходство». С 1916 г. редактор-издатель газеты «Олонецкое утро». Участвовал в политической жизни губернии на позициях кадетов, а позднее — народных социалистов.
В 1917 г. — председатель Петрозаводской уездной земской управы. После Февральской революции назначен петрозаводским уездным комиссаром Временного правительства.
С июня 1917 г. — олонецкий губернский комиссар. В 1917 г. был членом Олонецкого губернского совета рабочих и солдатских депутатов.
Управлял Олонецкой губернией по октябрь 1917 г.
В 1918 г. — член коллегии правозаступников при Петрозаводском нарсуде, юрисконсульт Олонецкого губсовета судей, в 1920—1921 гг. также консультант Карельского отдела юстиции, юрисконсульт Карсоюза. Участвовал в громких процессах, таких как защита по делу участников Шуньгского антисоветского восстания Павлухина и Леонтьева, процесса поджигателей Кареллеспрома в 1929 г.
В 1923 г. — член Карельской областной подоходно-преимущественной комиссии.
Был женат на Лидии Ивановне Ялуниной. Проживал по наб. Советской, 17.
Награждён серебряной медалью на ленте Александра Невского в память царствования императора Александра III.

## Труды
- Кожевников А. Ф. Гражданская свобода и народное представительство: Речь. — Петрозаводск: Олонец. губерн. тип., 1905. — 32 с.
- Кожевников А. Ф. Мирские капиталы крестьян Олонецкой губернии. — Петрозаводск: Олонец. губерн. тип., 1907. — 21 с.
- Кожевников А. Ф. Земельные переделы в Олонецкой губернии // Памятная книжка Олонецкой губернии на 1909 г. Петрозаводск, 1909. С.255-259